# Nanji-do
Nanji-do (koreanska: 난지도) är en ö i Sydkorea.   Den ligger i provinsen Seoul, i den nordvästra delen av landet.